# Puerto del Reventón (sierra de Guadarrama)
El puerto del Reventón es un puerto de montaña del interior de la península ibérica, ubicado en la sierra de Guadarrama. La ruta que lo atraviesa conecta las provincias españolas de Segovia y Madrid.

## Descripción
Este paso de montaña se localiza en la sierra de Guadarrama, perteneciente al Sistema Central de la península ibérica. Conecta Rascafría en el valle del Lozoya con La Granja de San Ildefonso. El puerto del Reventón, que se encuentra a una altitud de 2039 m sobre el nivel del mar separa las provincias de Segovia y Madrid. Se trata de uno de los pasos de montaña más elevados de la sierra.